# Russel Hobbs
Russel Hobbs (født 3. juni 1975) er en fiktiv amerikansk musiker som er medlem af Gorillaz.